# 丁鎮龍
丁鎮龍（チョン・ジニョン、ハングル: 정진용、ラテン翻字: Jung Jin-yong、生年不明 - 1947年）は、日韓併合期および連合軍占領期の朝鮮の共産主義活動家。本名は鄭進英（読み方同じ、ハングル: 정진영、ラテン翻字: Jung Jin-young）であるという説もある。

## 生涯
生涯については未判明の点も多い。幼馴染であった金斗漢が1969年11月10日放送のTBCのラジオ番組『炉端の夜話』（노변야화）にて語ったところによると、清渓川沿いに住む物乞い出身で水標橋の下に住んでいた。丁鎮龍はそのような窮境下で共産主義を知り、自らも共産主義の信奉者となった。青年時代、金斗漢が優美館を中心にチュモッケ王（拳王の意）として君臨していた時期には彼の部下として仕えている。
終戦後、丁鎮龍は落語家・俳優の申不出との出会いをきっかけに本格的に共産主義路線を歩み始め、朴憲永の秘書も務めた。またこの時期に設立された朝鮮共産党の傘下団体朝鮮青年前衛隊に、金斗漢とともに参加している（ただし金斗漢は父金佐鎮の死の真相を知ったのをきっかけに同団体を脱退した）。
家族・友人らが1947年4月26日に京郷新聞に出した死亡広告によると、同年4月20日国際劇場で拉致され、その後大韓民主青年同盟の本部にて殺害され遺体で発見された。
私生活ではバーに勤務していた女性と結婚し2子があった。

## 丁鎮龍が登場する作品
- SBS 野人時代（配役: チャ・グァンス（朝鮮語版））※この作品中では정진영がキャスト名として用いられている。

チャ・グァンスは部下役を演じたト・ギソクともども「共産党アジョシ」と呼ばれ、撮影の合間に小中学生にサインをせがまれる程人気が上昇した。しかし彼らに対して共産党が何なのか知っているかどうか尋ねたところ、「ハンナラ党のようなものですか？」と返ってきてショックを受けたという。